# Нова Липа (Чрномељ)
Нова Липа (словен. Nova Lipa) је насељено место у општини Чрномељ, регија Југоисточна Словенија, Словенија.

## Историја
До територијалне реорганизације у Словенији била је у саставу старе општине Чрномељ.

## Становништво
У попису становништва из 2011. године, Нова Липа је имала 103 становника.
| Број становника према пописима | Број становника према пописима | Број становника према пописима |
| ------------------------------ | ------------------------------ | ------------------------------ |
| 1991                           | 2002                           | 2011                           |
| 123                            | 104                            | 103                            |